# Rolderstraat 30-32 (Assen)
Rolderstraat 30-32 (ook wel: brandstoffenhandel H.W. Göbel ) is een voormalige brandstoffenhandel aan de Rolderstraat in Assen.
Het pand dateert uit 1818 en is als zodanig het oudste nog bestaande pand aan de Rolderstraat.

## Locatie
Het pand is aan de Rolderstraat gelegen, de oude uitvalsweg naar Rolde, ongeveer in het midden tussen de Nieuwe Huizen en de Javastraat.

## Geschiedenis
Rond 1810 was de gehele huidige Rolderstraat nog onbebouwd. In de jaren daarna werd het begin bebouwd en de plek die ongeveer nu het midden van de straat is. Pieter Hummelen verkreeg één van de huisplaatsen die Gerrit Kniphorst toen verkocht en liet daarop een huis bouwen, het huidige pand Rolderstraat 30-32. Hij overleed echter al jong, in 1823. Zijn weduwe Annechien Keizer had er vervolgens een winkel en hertrouwde in 1835 met Evert de Gritter. Zij hebben er tot aan het overlijden van Evert in 1873 gewoond. Toen werd het verkocht aan wijnhandelaar Eerke Albert Smidt jr. die het zal hebben verhuurd. Smidt verkoopt het in 1883 weer aan Roelof Winters en die verkoopt het op zijn beurt in 1904 weer aan Hendrik Wilhelm Göbel, die er op den duur een brandstoffenhandel ging vestigen. Deze brandstoffenhandel was er gevestigd tot de jaren ’70, waarna deze verplaatst is naar het industrieterrein. Anno 2023 is het pand bestemd voor kamerverhuur en stond het wat te vervallen. Ook stond het te koop met de vermelding dat er een verdieping opgezet zou mogen worden.
In 1933 verbouwde de architect J.F.A. Göbel, de zoon van H.W. Göbel, zijn ouderlijk huis naar haar huidige uiterlijk.

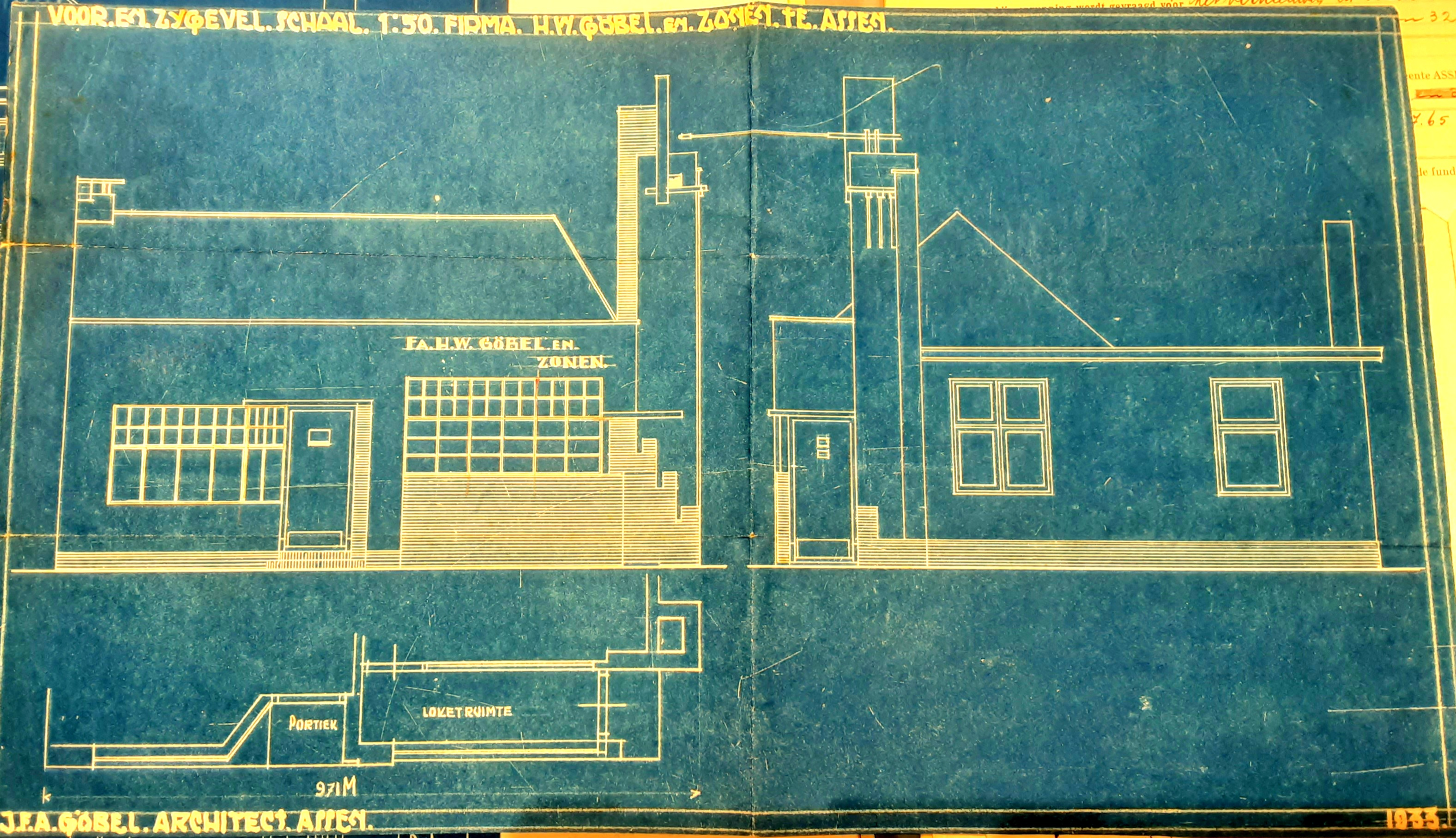
Bouwtekening gemaakt voor de verbouwing van brandstoffenhandel H.W. Göbel, Assen